# Reijer Hooykaas
Reijer Hooykaas (Schoonhoven, 1 augustus 1906 – Zeist, 4 januari 1994) was een Nederlandse scheikundige en wetenschapshistoricus. Hij werd in 1946 als eerste in Nederland benoemd tot hoogleraar in de geschiedenis van de natuurwetenschappen.
Hooykaas studeerde scheikunde en natuurkunde aan de Rijksuniversiteit Utrecht en promoveerde hier in 1933 op het proefschrift Het begrip element in zijn historisch-wijsgeerige ontwikkeling. Van 1946 tot 1972 was hij hoogleraar in de geschiedenis van de natuurwetenschappen aan de Vrije Universiteit (VU). Vanaf 1967 was hij ook hoogleraar aan de Rijksuniversiteit Utrecht.

## Hooykaas en de VU
In 1946 was de VU de eerste universiteit in Nederland met een professoraat in de wetenschapsgeschiedenis. Het bestuur van de toenmalige Faculteit der Wis- en Natuurkunde was van mening dat elke student weet moest hebben van het bredere kader van het vak dat hij beoefende. Deze gedachte kwam voort uit de christelijke traditie waar de VU in stond. Om die reden werd, meteen na de Tweede Wereldoorlog, Hooykaas benoemd. In 1967 werd hij in Utrecht benoemd als opvolger van Eduard Dijksterhuis. Hij bleef ook nog enkele jaren aan de VU college geven. Zijn vertrek van de VU was mede ingegeven door de veranderingen die in deze periode plaatsvonden met betrekking tot de christelijke grondslag van deze universiteit.

## Onderzoek
Hooykaas publiceerde over uiteenlopende onderwerpen als de geschiedenis van de geologie, de geschiedenis van de scheikunde, de relatie tussen geloof en wetenschap, en het belang van de ontdekkingsreizen voor de Wetenschappelijke Revolutie. Samen met Dijksterhuis wordt hij gezien als aartsvaders van de Nederlandse wetenschapsgeschiedenis. Ook internationaal geniet zijn werk grote bekendheid. De Wetenschapshistoricus Floris Cohen droeg zijn boek The Scientific Revolution (University of Chicago Press, 1994) op aan Hooykaas; het hoofdstuk over religie gaat vooral over Hooykaas' visie.

## Geloof en wetenschap
Buiten de kring van vakgenoten werd Hooykaas vooral bekend door zijn publicaties over geloof en wetenschap. Met name zijn boek Religion and the Rise of Modern Science (1972), gebaseerd op de Gunning Lectures, die hij hield in Edinburgh, en zijn bijdragen aan de cursus ‘Science and Belief’ van The Open University (1974) droegen bij aan zijn faam. 
Hooykaas presenteerde in deze publicaties een alternatief voor de opvatting dat er in de geschiedenis een voortdurend conflict zou hebben bestaan tussen geloof en wetenschap. Hij wees op het belang van de godsdienstige overtuigingen van wetenschappers in het verleden en de positieve invloed van het christelijk geloof bij het ontstaan van de moderne natuurwetenschap, overigens zonder daarbij andere invloeden te veronachtzamen.

## Reijer Hooykaasprijs
ForumC reikt eens in de twee jaar de Reijer Hooykaasprijs uit aan een persoon of organisatie die op een bijzondere wijze heeft gewerkt aan het versterken van het debat over geloof en wetenschap in Nederland.  

## Publicaties
- 1933. Het begrip element in zijn historisch-wijsgeerige ontwikkeling. Rijksuniversiteit Utrecht.
- 1959. Natural law and divine miracle. A historical critical study of the principle of uniformity in geology, biology and theology. Leiden: Brill.
- 1966. Natuur en geschiedenis. Amsterdam: Noord-Hollandsche Uitgeversmaatschappij
- 1970. Catastrophism in geology, its scientific character in relation to actualism and uniformitarianism. Mededelingen der KNAW, afd. Letterkunde, Nieuwe reeks, deel 33, no. 7. Amsterdam/Londen: North-Holland Publishing Company
- 1971. Geschiedenis der natuurwetenschappen. Van Babel tot Bohr. Utrecht: A. Oosthoek's Uitgeversmaatschappij.
- 1972. Religion and the Rise of Modern Science'.
- 1976. Fact, faith and fiction in the development of science. The Gifford lectures given in the University of St Andrews 1976. Dordrecht: Kluwer Dordrecht.
- 1984. G.J. Rheticus' Treatise on Holy Scripture and the Motion of the Earth. Amsterdam: North-Holland Publishing Company

Over Hooykaas:
- H.A.M. Snelders (1988) "The New Chemistry in the Netherlands". In: Osiris, 2nd Series, Vol. 4, The Chemical Revolution: Essays in Reinterpretation, 1988, pp. 121-145.
- H.H. Kubbinga, 'In memoriam Prof. dr. R. Hooykaas', in: Chemisch Weekblad 90 (12 februari 1994)
- J.D. North, 'Reijer Hooykaas 1 augustus 1906 – 4 januari 1994' (met afbeelding), in: Levensberichten en herdenkingen, Amsterdam: KNAW 1994, pp. 53-58